# Liste des préfets d'Indre-et-Loire
Liste des préfets du département d'Indre-et-Loire depuis la création du département. Le siège de la préfecture est à Tours.
La date de fin de nomination de Gérard Moisselin est erronée. Il est resté préfet d'Indre et Loire jusqu'à la nomination de son successeur Paul Girot de Langlade en 2006 et non 2005 comme actuellement publié.

## ConsulatetPremier Empire
| Période            | Période            | Identité                                  | Fonction précédente | Observation |
| ------------------ | ------------------ | ----------------------------------------- | --- | --- |
| 28 floréal an VIII | an IX              | Jean Graham (Maastricht 1748 - Gand 1808) | président du conseil municipal de Gand (1794), administrateur du département de l'Escaut (1795), receveur des contributions directes de Termonde (1796), membre du conseil général du département de l'Escaut (1799) | C'est lui qui porta, avec Constantin Hopsomere, la demande de la Ville de Gand d'être annexée à la France. Nommé le 11 ventose, accepte le 29 germinal, recommandé par le général Clarke. Déplacé à Gand à la suite de l'affaire Clément de Ris |
| 9 frimaire an IX   | 16 frimaire an XIV | François René Jean de Pommereul           | Général de division | nommé par arrêté du 9 frimaire an IX. Il sera ensuite nommé préfet du Nord |
| 31 janvier 1806    | 1811               | Paul Lambert                              | sous-préfet de Pithiviers | à la Restauration Maître des requêtes au Conseil d'État |
| 26 décembre 1811   | 23 octobre 1814    | Joseph François René de Kergariou         | sous-préfet du Havre (1811) | nommé Préfet du Bas-Rhin à la Première Restauration |

## Première Restauration
| Période         | Période | Identité                                         | Fonction précédente | Observation                                                                                  |
| --------------- | ------- | ------------------------------------------------ | --- | -------------------------------------------------------------------------------------------- |
| 13 octobre 1814 | 1815    | Alexandre Etienne Hersant-Destouches (1773-1826) | Chef du bureau particulier et du bureau d’échanges du directeur de la caisse d’amortissement, sous-préfet, Préfet du Jura (1809-1813) Préfet de la Haute-Garonne (1813-1814) | destitué à Cent-Jours. Préfet de Seine-et-Oise (1816), Maître des requêtes au Conseil d'État |

## Cent-Jours
| Période      | Période | Identité                                               | Fonction précédente | Observation |
| ------------ | ------- | ------------------------------------------------------ | --- | ----------- |
| 6 avril 1815 | 1815    | Jean Louis Gaspard de Cassagnes de Beaufort de Miramon | Maire de Paulhac (Haute-Loire) Conseiller général de Brioude Président du Conseil général de la Haute-Loire (1806-1810) Chambellan de Napoléon Ier Préfet de l'Eure (1813-1814) |             |

## Seconde Restauration
| Période           | Période | Identité                                              | Fonction précédente | Observation |
| ----------------- | ------- | ----------------------------------------------------- | ------------------- | --- |
| mai 1815          |         | Hersent-Destouches                                    |                     | remis en fonction après les Cent-Jours. Nommé Préfet de Seine-et-Oise (1816), Maître des requêtes au Conseil d'État |
| 2 mars 1816       |         | Claude-René, baron Bacot                              |                     | |
| 14 mars 1817      |         | Comte Ferdinand-Marie-Louis de Waters                 |                     | |
| 2 janvier 1823    |         | André-Louis-Marie, vicomte Tassin de Nonneville       |                     | |
| 12 novembre 1828  |         | Christophe-Armand-Paul-Alexandre, vicomte de Beaumont |                     | |
| 1er novembre 1829 |         | Antoine-Eleonore-Victor, comte Leclerc de Juigné      |                     | |

## Monarchie de Juillet
| Période        | Période          | Identité                                    | Fonction précédente      | Observation |
| -------------- | ---------------- | ------------------------------------------- | ------------------------ | ----------- |
| 2 août 1830    | 31 décembre 1846 | Alexandre-Pierre-Amédée Godeau d'Entraigues |                          |             |
| 4 janvier 1847 | 31 décembre 1851 | François-Auguste Romieu                     | préfet de la Haute-Marne |             |

## Préfets et commissaires du gouvernement de la Deuxième République (1848-1851)
| Période                           | Période | Identité                                                  | Fonction précédente | Observation                 |
| --------------------------------- | ------- | --------------------------------------------------------- | ------------------- | --------------------------- |
| février 1848                      |         | Iacune Baudouin                                           |                     | commissaire du gouvernement |
| février 1848                      |         | Antoine Thomas Baric                                      |                     | commissaire du gouvernement |
| février 1848; préfet 14 mars 1848 |         | André-Louis-Auguste Marchais, commissaire du gouvernement |                     | commissaire du gouvernement |
| 31 octobre 1848                   |         | Jean-Raimond-Prosper Gauja                                |                     |                             |
| 31 décembre 1848                  |         | Alphonse-Joseph-Constant de Sivry                         |                     |                             |

## Préfets du Second Empire (1851-1870)
| Période          | Période | Identité                     | Fonction précédente | Observation |
| ---------------- | ------- | ---------------------------- | ------------------- | ----------- |
| 11 mai 1850      |         | Jean Adrien Brun             |                     |             |
| 26 novembre 1856 |         | Cyrille-Marie-Louis Podevin, |                     |             |
| septembre 1865   |         | Le baron Pougeard-Dulimbert  |                     |             |
| mars 1866        |         | H. Sohier                    |                     |             |
| mai 1869         |         | Th. Pastoureau               |                     |             |
| février 1870     |         | Roland Paulze d'Ivoy         | Préfet du Cher      |             |

## Préfets de la Troisième République (1870-1940)
| Période          | Période   | Identité                        | Fonction précédente | Observation              |
| ---------------- | --------- | ------------------------------- | ------------------- | ------------------------ |
| septembre 1870   | mars 1871 | Henri Durel                     |                     | décédé le 4 janvier 1878 |
| mars 1871        |           | Albert Decrais                  |                     |                          |
| 1874             |           | Joseph Ferrand                  |                     |                          |
| 21 mars 1876     |           | Du Pouget, marquis de Nadaillac |                     |                          |
| 18 décembre 1877 |           | Léon Daunassans                 |                     |                          |
| 1888             |           | Gustave Le Mallier,             |                     |                          |
| 12 mai 1890      |           | Pierre Élie Gentil              |                     |                          |
| 1892             |           | A. Drouin                       |                     |                          |
| 1895             |           | P. Viguie                       |                     |                          |
| 1897             |           | V. Proudhon                     |                     |                          |
| 1898             | 1906      | Paul Lardin de Musset           | Préfet de la Drôme  | Décédé le 28 mars 1906   |
| 1906             |           | J.-P. Seignouret                |                     |                          |
| 1911             |           | E. Tenot                        |                     |                          |
| 1913             |           | R. Le Bourdon                   |                     |                          |
| 1919             |           | J. Ducaud                       |                     |                          |
| 1922             |           | E. Grimaud                      |                     |                          |
| 1926             |           | G. Remyon                       |                     |                          |
| 1929             |           | G. Rochard                      |                     |                          |
| 1931             |           | P. Gregoire                     |                     |                          |
| 1934             |           | Antoine Lemoine                 |                     |                          |
| 1936             |           | C. Vernet                       |                     |                          |

## Préfets de Vichy (1940-1944)
| Période          | Période            | Identité       | Fonction précédente                     | Observation                                                              |
| ---------------- | ------------------ | -------------- | --------------------------------------- | ------------------------------------------------------------------------ |
| 16 novembre 1940 | 14 novembre 1941   | Jean Chaigneau | préfet du Tarn                          | nommé préfet de Seine-et-Marne                                           |
| 14 novembre 1941 | 8 janvier 1944     | Jean Tracou    | directeur du cabinet de l'amiral Darlan | nommé directeur du Cabinet civil de Pétain                               |
| 24 janvier 1944  | 1er septembre 1944 | Fernand Musso  | préfet du Jura                          | arrêté, révoqué et condamné à quatre années de prison pour collaboration |

## Préfets et commissaires de la République duGPRFet de la Quatrième République (1944-1958)
| Période            | Période         | Identité           | Fonction précédente | Observation                                                                       |
| ------------------ | --------------- | ------------------ | --- | --------------------------------------------------------------------------------- |
| 1er septembre 1944 | 1946            | Paul-Robert Vivier | Inspecteur d’Académie à Tours à partir de 1931. Révoqué de sa fonction d’inspecteur d’Académie, à la suite des mesures de l’État contre les associations secrètes (le 30 avril 1942) interdisant tout emploi public à ses membres, il devient visiteur médical et représentant en pharmacie | prend sa retraite                                                                 |
| 11 octobre 1948    | 15 octobre 1951 | Yves Perony        | préfet du Var | nommé préfet d'Oran                                                               |
| 16 octobre 1951    | 10 août 1954    | Jean-Paul Chapel   | préfet des Vosges | nommé préfet de la Haute-Vienne                                                   |
| août 1954          |                 | Bernard Lecornu    | préfet de Constantine | quitte la préfectorale et est nommé trésorier-payeur général en Charente Maritime |
| 1957               |                 | Jean Julien        | secrétaire général de la Seine | continue sur son poste                                                            |

## Préfets de la Cinquième République (depuis 1958)
| Période           | Période           | Identité               | Fonction précédente                                                                                     | Observation |
| ----------------- | ----------------- | ---------------------- | --- | --- |
| 10 juin 1957      | 10 janvier 1962   | Jean Julien            | suite de poste                                                                                          | devenu maire du 2e arrondissement de Paris |
| 16 mai 1962       | 27 juin 1963      | Pierre Albert Trouillé | préfet de la Sarthe                                                                                     | mis en congé spécial (ssd) |
| 22 juillet 1963   | 12 juillet 1967   | René-Georges Thomas    | préfet inspecteur général régional d'Oran                                                               | nommé préfet des Alpes-Maritimes |
| 12 juillet 1967   | 5 février 1970    | André Dubois-Chabert   | préfet de la Manche                                                                                     | nommé Directeur général des affaires politiques et de l'administration du territoire |
| 6 février 1970    | 31 décembre 1971  | Jacques Penel          | préfet du Morbihan                                                                                      | nommé préfet hors-cadre |
| 1 janvier 1972    | 12 février 1975   | Jean Rouge             | préfet des Deux-Sèvres                                                                                  | congé spécial |
| 2 mars 1975       | 30 mai 1978       | Roland Faugère         | préfet du Morbihan                                                                                      | nommé préfet de Seine-et-Marne |
| 30 mai 1978       | 2 janvier 1983    | Christian Leroy        | préfet de la Nièvre                                                                                     | nommé commissaire de la République de l'Aisne |
| 3 janvier 1983    | 25 août 1985      | Pierre Blondel         | préfet de la Savoie                                                                                     | nommé préfet du Val d'Oise |
| 26 août 1985      | 30 juin 1986      | Claude Guyon           | Commissaire de la République des Alpes-de-Haute-Provence                                                | nommé préfet hors-cadre |
| 30 juin 1986      | 14 décembre 1987  | Michel Desmet          | Commissaire de la République de l'Yonne                                                                 | nommé préfet des Pyrénées-Atlantiques |
| 4 janvier 1988    | 22 décembre 1990  | Pierre Cayron          | Commissaire de la République du Cher                                                                    | sur sa demande, admis à faire valoir ses droits à la retraite |
| 4 janvier 1991    | 22 juin 1992      | François Leblond       | préfet du Vaucluse                                                                                      | nommé préfet du Var |
| 22 juin 1992      | septembre 1994    | Cyrille Schott         | préfet de la Nièvre                                                                                     | nommé préfet du Haut-Rhin |
| septembre 1994    | juillet 1996      | Daniel Cadoux          | préfet de la Charente                                                                                   | nommé préfet de la Sarthe |
| 23 mai 1996       | 6 mai 1999        | Daniel Canepa          | directeur de la sécurité civile au ministère de l'intérieur                                             | nommé préfet du Var |
| 1999              | 2003              | Dominique Schmitt      | coordonnateur de l'enseignement droit, questions administratives et administration territoriale à l'ÉNA | nommé préfet du Finistère |
| 7 mars 2003       | 8 novembre 2004   | Michel Guillot         | préfet des Vosges                                                                                       | nommé préfet du Haut-Rhin |
| 8 novembre 2004   | 23 mai 2005       | Gérard Moisselin       | directeur-adjoint du cabinet de Nicolas Sarkozy (ministre de l'intérieur)                               | nommé préfet de l'Essonne |
| 23 mai 2006       | 22 septembre 2007 | Paul Girot de Langlade | préfet de Guadeloupe                                                                                    | nommé préfet hors-cadre |
| 27 septembre 2007 | 4 juin 2009       | Patrick Subrémon       | préfet d'Eure-et-Loir                                                                                   | nommé inspecteur général de l'administration en service extraordinaire par décret du 14 mai 2009 |
| 4 juin 2009       | 24 août 2011      | Joël Fily              | directeur de l'administration de la police nationale au ministère de l'intérieur                        | nommé directeur du cabinet du ministre de la Ville |
| 24 août 2011      | 27 octobre 2011   | Jean-Luc Fabre         | préfet de Guadeloupe                                                                                    | rapatrié après un accident d'escalade grave en Guadeloupe, nommé pendant sa revalidation (convalescence), le secrétaire-général de la préfecture Christian Pouget assurant l'interim. Fabre est très vite remplacé et nommé préfet hors-cadre par décret du 27 octobre 2011. |
| 27 octobre 2011   | 10 juin 2015      | Jean-François Delage   | préfet des Pyrénées-Orientales                                                                          | nommé membre du Conseil supérieur de l'appui territorial et de l'évaluation |
| 10 juin 2015      | 11 octobre 2017   | Louis Le Franc         | préfet de l'Aude                                                                                        | Nommé préfet de l’Oise |
| 11 octobre 2017   | 23 août 2020      | Corinne Orzechowski    | préfète de la Sarthe                                                                                    | Nommée préfète de l’Oise |
| 24 août 2020      | 7 décembre 2022   | Marie Lajus            | préfète de la Charente                                                                                  | Démise de ses fonctions lors du conseil des ministres du Gouvernement Élisabeth Borne du 7 décembre 2022, sans explication officielle, alors qu'elle tentait de bloquer un projet immobilier hors-la-loi                                                                     |
| 2 janvier 2023    | 31 octobre 2024   | Patrice Latron         | préfet de l'Yonne                                                                                       | Nommé préfet de la Réunion |
| 6 novembre 2024   | En cours          | Thomas Campeaux (d)    | Préfet de l'Aisne                                                                                       | |